# Derry Burn
Der Derry Burn ist ein Fluss in der schottischen Council Area Aberdeenshire. Sein Name leitet sich möglicherweise von gälischen Dairbhre („Eichenwald“) ab und steht in Verbindung mit dem Derry Cairngorm, an dessen Hängen der Fluss entsteht.

## Beschreibung
Der Derry Burn fließt in den zentralen Cairngorms am Ostufer des Loch Etchachan ab. Nach wenigen Metern weitet er sich zu dem kleinen Little Loch Etchachan. Auf den ersten rund 2,5 Kilometern folgt der Derry Burn vornehmlich einer südöstlichen Richtung, um dann nach Süden zu drehen. Rund elf Kilometer westlich von Braemar mündet er nach einem Lauf von elf Kilometern in das Lui Water, das über den Dee in die Nordsee entwässert. Auf seinem Lauf durch eine unbesiedelte Landschaft der zentralen Cairngorms nimmt der Derry Burn verschiedene Bäche auf, besitzt jedoch keine wesentlichen Zuflüsse.
Von einer ehemaligen Besiedlung seiner Ufer zeugt eine Ansammlung von 16 Shieling-Hütten, die heute als Scheduled Monument geschützt ist. Am Standort der zum Gut Mar gehörenden Derry Lodge an der Mündung des Derry Burns in das Lui Water befanden sich einst ebenfalls Shieling-Hütten.